# 中君
宇治之中君（日语：／〔〕）是紫式部小說《源氏物語》的角色之一。全書五十四帖中，於第三部「宇治十帖」中「橋姬」帖至「蜻蛉」帖出場。匂宮的妻子。
是八之宮的二女公子。原訂依其長姊大君之見，嫁與薰君，薰君卻將其讓與匂宮。中君後來為匂宮誕下一子，故很受花心的匂宮重視。在大君亡故後，薰君萬分懊悔出讓了中君。薰君在中君與匂宮婚後，曾多次前往探視訪問，並發生了一些踰越之舉，幸薰君佛心甚定，色慾終以壓制平息。
薰君在八之宮薨後，十分殷誠地照料兩位女公子。故中君與薰君之間，雖終未玉成其事，中君亦將薰君視為永遠的朋友。